# Andoniedźwiedź
Andoniedźwiedź (Tremarctos) – rodzaj ssaków z rodziny niedźwiedziowatych (Ursidae).

## Zasięg występowania
Rodzaj obejmuje jeden współcześnie żyjący gatunek występujący w Ameryce Południowej (Wenezuela, Kolumbia, Ekwador, Peru i Boliwia).

## Morfologia
Długość ciała 130–190 cm, ogona około 10 cm; masa ciała samców 100–175 kg (rzadko do 200 kg), samic 60–80 kg (dotyczy współcześnie żyjącego gatunku).

## Systematyka
Rodzaj zdefiniował w 1855 roku francuski paleontolog i entomolog Paul Gervais w publikacji własnego autorstwa poświęconej historii naturalnej ssaków. Na gatunek typowy wyznaczył (oznaczenie monotypowe) andoniedźwiedzia okularowego (T. ornatus).

### Etymologia
- Tremarctos: gr. τρημα trēma ‘dziura, otwór’; αρκτος arktos ‘niedźwiedź’; w aluzji do budowy kości ramiennej[8].
- Nearctos: gr. νεoς neos ‘nowy’; αρκτος arktos ‘niedźwiedź’[9]. Gatunek typowy (oznaczenie monotypowe): Ursus ornatus F. Cuvier, 1825.

### Podział systematyczny
Do rodzaju należy jeden współcześnie występujący gatunek:
- Tremarctos ornatus (F. Cuvier, 1825) – andoniedźwiedź okularowy

Opisano również plejstoceński wymarły gatunek z Ameryki Północnej:
- Tremarctos floridanus (Gidley, 1928)